# Aqib Talib
Aqib Talib (urodzony 13 lutego 1986 roku w Cleveland w stanie Ohio) – amerykański zawodnik futbolu amerykańskiego, grający na pozycji cornerbacka. W rozgrywkach akademickich NCAA występował w drużynie Kansas Jayhawks.
W roku 2008 przystąpił do draftu NFL. Został wybrany w pierwszej rundzie (20. wybór) przez zespół Tampa Bay Buccaneers. W drużynie tej występował do końca sezonu 2011. Od roku 2012 reprezentuje barwy New England Patriots.